# Campeonato Mundial Interclubes de Basquete de 1979
O Campeonato Mundial Interclubes de Basquete de 1979 teve como sede a cidade de São Paulo. Os jogos foram realizados no Ginásio do Ibirapuera, entre 2 a 6 de outubro de 1979.
As equipes participantes foram: EC Sírio (Brasil); Bosna (Iugoslávia); Emerson Varese (Itália); Piratas de Quebradilla (Porto Rico) e MoKan All-Stars (Estados Unidos).

## Fase Única

### Grupo Único
Primeira Rodada
| Bosna    | 114–111 | MoKan All-Stars         |
| EC Sírio | 114–81  | Piratas de Quebradillas |

Segunda Rodada
| Emerson Varese | 78–73 | Piratas de Quebradillas |
| EC Sírio       | 91–98 | MoKan All-Stars         |

Terceira Rodada
| Bosna                   | 109–90 | Emerson Varese  |
| Piratas de Quebradillas | 96–95  | MoKan All-Stars |

Quarta Rodada
| Bosna    | 84–83 | Piratas de Quebradillas |
| EC Sírio | 83–79 | Emerson Varese          |

Quinta Rodada
| EC Sírio       | 100–98 | Bosna           |
| Emerson Varese | 80–75  | MoKan All-Stars |

## Classificação Final
|    | Equipe                 | J | V | D | PM  | PS  | Pontos |
| -- | ---------------------- | - | - | - | --- | --- | ------ |
| 1. | EC Sírio               | 4 | 3 | 1 | 388 | 356 | 7      |
| 2. | Bosna                  | 4 | 3 | 1 | 405 | 384 | 7      |
| 3. | Emerson Varese         | 4 | 2 | 2 | 327 | 340 | 6      |
| 4. | Piratas de Quebradilla | 4 | 1 | 3 | 333 | 371 | 5      |
| 5. | MoKan All-Stars        | 4 | 1 | 3 | 379 | 381 | 5      |

| Campeonato Mundial Interclubes de Basquete de 1979 |
| Brasil                                             |
| -------------------------------------------------- |
| EC Sírio Campeão (1º título)                       |